# Solar Challenger
De Solar Challenger is een experimenteel vliegtuig dat volledig op zonne-energie werkt. Het werd ontworpen door een team van AeroVironment onder leiding van Paul McCready. Het toestel was een poging om de Gossamer Penguin te verbeteren. DuPont sponsorde en leverde een deel van de materialen die nodig waren voor de constructie van het toestel.
Het toestel bevat in totaal 16128 zonnecellen die ongeveer 3800 watt kunnen leveren. 
Het toestel kwam ook in de media toen het op 7 juli 1981 het kanaal overstak. De vlucht van Aérodrome de Pontoise-Cormeilles-en-Vexin nabij Parijs naar Manston Royal Air Force Base in Manston na 5 uur en 23 minuten in beslag voor de 262 km.
Het toestel is nu opgesteld in het National Air and Space Museum in Washington D.C..